# Norka Latamblet
Norka Latamblet, född 1962/1963 i Guantánamo, är en kubansk före detta volleybollspelare. Latamblet blev olympisk guldmedaljör i volleyboll vid sommarspelen 1992 i Barcelona.